# Daphne van Domselaar
Daphne van Domselaar, född den 6 mars 2000 i Beverwijk, är en nederländsk fotbollsspelare.

## Karriär
Daphne van Domselaar inledde sin seniorkarriär i FC Twente år 2017. Hon värvades 2023 av Aston Villa och året efter av Arsenal. Hon har även representerat det nederländska damlandslaget där hon debuterade år 2022.